# Cheyenne (supercomputadora)
Cheyenne es una Supercomputadora ubicada en el Centro de Supercomputación NCAR-Wyoming (NWSC) en Cheyenne, Wyoming. Comenzó a funcionar como una de las computadoras más potentes y eficientes en energía del mundo. Clasificado en noviembre de 2016 como la vigésima computadora más poderosa del mundo por Top500, alcanzando un rendimiento de 5.34 petaflops, triplicando la capacidad científica alcanzada por la supercomputadora anterior de NCAR, Yellowstone. También es tres veces más eficiente energéticamente que Yellowstone, con una tasa de cálculo máxima de más de 3 mil millones de cálculos por segundo por cada vatio de energía consumida.
La National Science Foundation y el estado de Wyoming a través de una asignación a la Universidad de Wyoming financiaron Cheyenne para proporcionar a los Estados Unidos una nueva herramienta importante para avanzar en la comprensión de las ciencias atmosféricas y relacionadas con el sistema de la Tierra. Las computadoras de alto rendimiento como Cheyenne permiten a los investigadores ejecutar modelos cada vez más detallados que simulan procesos complejos para estimar cómo podrían desarrollarse en el futuro. Estas predicciones brindan a los administradores de recursos y expertos en políticas información valiosa para planificar con anticipación y mitigar el riesgo. Los usuarios de Cheyenne avanzan el conocimiento necesario para salvar vidas, proteger la propiedad y permitir que las empresas estadounidenses compitan mejor en el mercado global.
Los científicos de todo el país utilizarán Cheyenne para estudiar fenómenos que incluyen el clima, los incendios forestales, la actividad sísmica y los flujos de aire que generan energía en los parques eólicos. Sus hallazgos sientan las bases para una mejor protección de la sociedad contra los desastres naturales, conducen a proyecciones más detalladas de la variabilidad y el cambio climático a largo plazo, y mejoran los pronósticos del clima y el agua que necesitan los sectores económicos, desde la agricultura y la energía hasta el transporte y el turismo.
El nombre de la supercomputadora fue elegido para honrar a la gente de Cheyenne, Wyoming, que apoyó la instalación del NWSC y sus computadoras allí. El nombre también conmemora el 150 aniversario de la ciudad, que fue fundada en 1867 y lleva el nombre de la Nación de los Nativos Americanos Cheyenne.

## Descripción del sistema
La supercomputadora Cheyenne fue construida por Silicon Graphics International (SGI) en coordinación con el sistema de archivos centralizado y los componentes de almacenamiento de datos proporcionados por DataDirect Networks (DDN). La computadora de alto rendimiento SGI es un sistema de 5.34 petaflops, lo que significa que puede realizar 5.34 billones de cálculos por segundo. El nuevo sistema de almacenamiento de datos para Cheyenne está integrado con el sistema de archivos GLADE existente de NCAR. El almacenamiento DDN proporciona una capacidad inicial de 20 petabytes, ampliable a 40 petabytes con la adición de unidades adicionales. Esto, combinado con los 16 petabytes actuales de GLADE, totaliza 36 petabytes de almacenamiento de alta velocidad partir de febrero de 2017. 
Cheyenne es un sistema SGI ICE XA con 4032 nodos de computación científica de doble zócalo que ejecutan procesadores Intel Xeon E5-2697v4 de 18 núcleos a 2,3 GHz con 203 [ahora 315] terabytes de memoria. La interconexión de estos nodos es una red Mellanox EDR InfiniBand con una topología de hipercubos mejorada en 9-D que funciona con una latencia de solo 0.5 μs. Cheyenne ejecuta el sistema operativo SUSE Linux Enterprise Server 12 SP1.
Cheyenne está integrado con muchos otros recursos informáticos de alto rendimiento en el NWSC. La característica central de esta arquitectura de supercomputación es su sistema de archivos compartidos que optimiza los flujos de trabajo de la ciencia al proporcionar espacios de trabajo de computación, análisis y visualización comunes a todos los recursos. Este conjunto común de almacenamiento de datos, denominado entorno de datos accesibles globalmente (GLADE), proporciona 36,4 PB de capacidad de disco en línea compartida por las supercomputadoras, dos equipos de análisis de datos y visualización (DAV), servidores de datos para ambos locales y usuarios remotos, y un archivo de datos con capacidad para almacenar 320 PB de datos de investigación. Las redes de alta velocidad conectan este entorno Cheyenne con puertas de enlace científicas, servicios de transferencia de datos, recursos de visualización remota, sitios de Extreme Science and Engineering Discovery Environment (XSEDE) y sitios asociados en todo el mundo. 
Esta integración de recursos informáticos, sistemas de archivos, almacenamiento de datos y redes de banda ancha permite a los científicos simular futuros escenarios geofísicos a alta resolución, luego analizarlos y visualizarlos en un complejo informático. Esto mejora la productividad científica al evitar los retrasos asociados con el movimiento de grandes cantidades de datos entre sistemas separados. Además, esto reduce el volumen de datos que deben transferirse a los investigadores en sus instituciones de origen. Cheyenne pone a disposición de los investigadores de las ciencias del sistema terrestre más de 1200 millones de horas centrales cada año.